# 王鈇
王鈇（1514年—1555年），字德威，號蒼野，順天府武驤左衛軍籍（今北京市）浙江東陽縣人。明朝官员。

## 生平
嘉靖十九年（1540年）庚子科順天府鄉試第五十二名舉人，嘉靖二十九年（1550年）庚戌科進士。授官常熟縣知縣，海滨多有亡命之徒，王鈇将其收服。倭寇来袭，王鈇组织民兵抗击。嘉靖三十四年（1555年），王鈇與鄉官參政錢泮出县境追击倭寇，在战斗中腹部中刀而死，時年四十二。朝廷追赠王鈇太仆寺少卿，蔭錦衣世百戶，并遣官祭祀，在战死之处建立祠堂。《明史》将其事列入忠义传。

## 家族
曾祖王邦治；祖父王通；父王睿。前母郭氏；母和氏。慈侍下。

## 延伸阅读
[在维基数据编辑]
 《國朝獻徵錄·卷之八十三》，出自焦竑《國朝獻徵錄》
 《明史卷二百九十》，出自《明史》